# 제임스 폭스 (배우)
제임스 폭스(James Fox, 1939년 5월 19일 ~ )는 잉글랜드의 배우이다.

## 출연 작품
- 로드 투 1984
- 클린스킨 - 스캇 역